# Kostel svatého Vavřince (Podlesice)
Kostel svatého Vavřince je římskokatolický kostel zasvěcený svatému Vavřinci v Podlesicích v okrese Chomutov. Od roku 1963 je chráněn jako kulturní památka. Kostel, jehož současná podoba vychází z barokních úprav v průběhu 18. století, stojí na jižním konci návsi a je obklopený zrušeným hřbitovem s mohutnou hřbitovní zdí.

## Historie
Farní kostel byl v Podlesicích postaven už před rokem 1375. Roku 1514 získal Podlesice Opl z Fictumu a zahájil jeho pozdně gotickou přestavbu, ze které se dochovala zejména věž. V předbělohorském období zde působil protestantský farář. Roku 1623 zanikla zdejší fara a kostel byl jako filiální připojen k Vilémovu. Farnost v Podlesicích byla obnovena až roku 1723.
Velkou přestavbou v barokním slohu kostel prošel roku 1701 na náklady rytíře Jana Františka Golče a další úpravy interiéru proběhly ve druhé polovině 18. století. K menším úpravám došlo v letech 1910, 1938 a naposledy v roce 1996.

## Stavební podoba
Do obdélné kostelní lodi se vstupuje malou předsazenou předsíní. Průčelí kostela je zdobeno čtyřmi pilastry s římsovými hlavicemi, které nesou štít s trojúhelníkovým nástavcem. Samotná loď je členěná třemi pilíři u obou bočních stěn. Pilíře protilehlých stran jsou spojené oblouky a vytvářejí falešné boční kaple. Nad hlavním vstupem do lodi se nachází oratoř přístupná točitým schodištěm v severozápadním rohu lodi. Na východní straně loď ukončuje presbytář s trojbokým závěrem zaklenutým klášterní klenbou. Z presbytáře vede vstup do sakristie vybudované v přízemí gotické věže a zaklenuté jedním polem křížové klenby, na jejímž svorníku je erb rodu Fictumů.

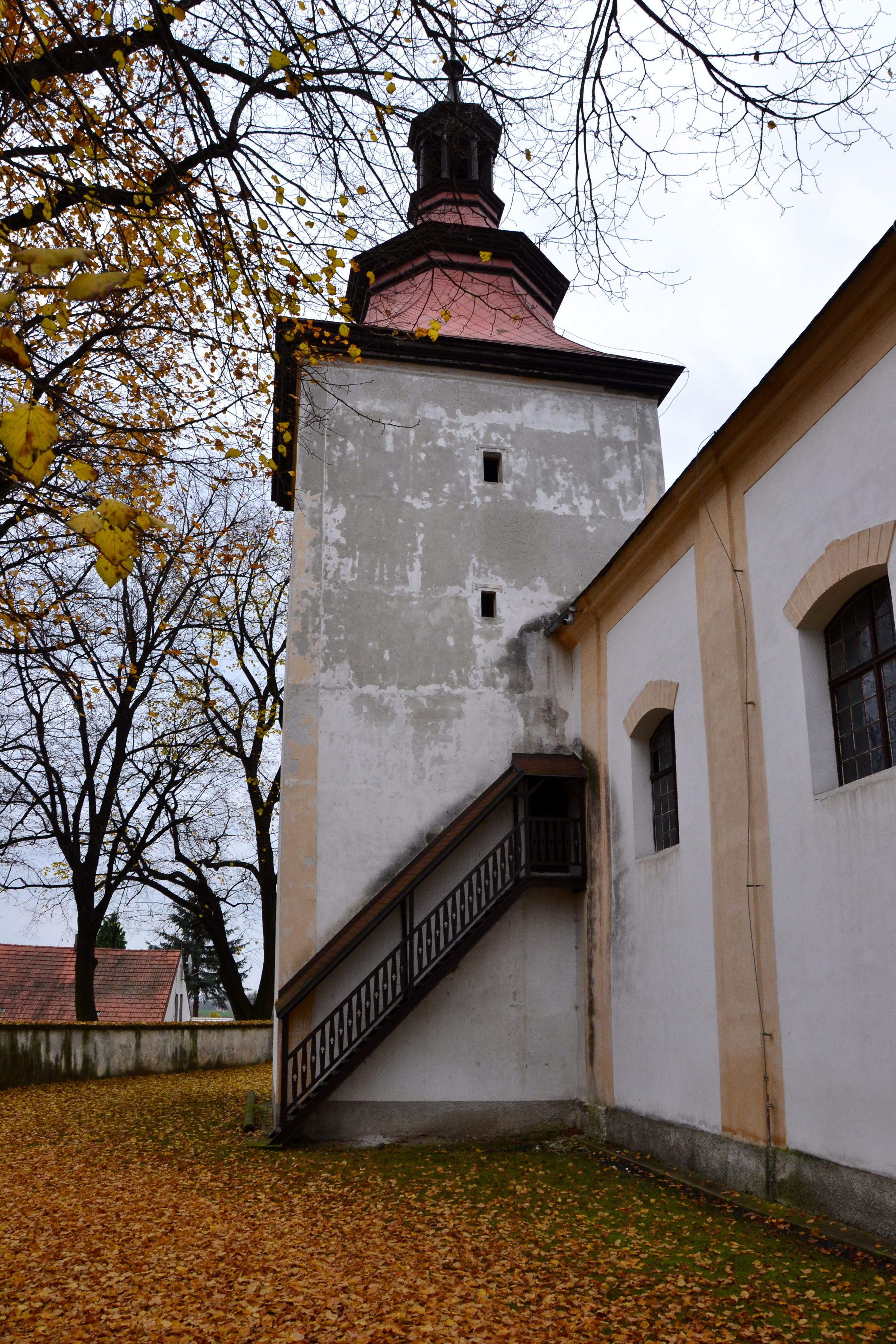
Věž se schodištěm

Gotická věž je postavena na čtvercovém půdorysu s rozměry 7,5 × 7,5 m a v přízemí má 1,5 m silné zdi. Přístupná je po vnějším dřevěném schodišti dveřmi v prvním patře. První a druhé patro jsou osvětlena střílnami v osách zdí. Střílny ve třetím patře byly s výjimkou jedné zazděny a nahrazeny lomenými okny.

## Vybavení
V kostele se nachází hlavní portálový oltář ze druhé poloviny 17. století. U pilířů prostředního oblouku jsou boční oltáře Panny Marie a Nejsvětějšího Srdce Páně z období kolem roku 1700. Dále jsou v lodi boční oltáře svatého Jana Nepomuckého a svatého Kříže. Kazatelna ze 17. století je zdobená malovanými figurálními motivy. Uvnitř kostela stojí sochy svatého Josefa, svaté Anny Samotřetí a Panny Marie Immaculaty. Ve věžní zvonici jsou dva zvony z let 1489 a 1524.

## Okolí kostela
Na návsi pod hřbitovní zdí stojí socha svatého Jana Nepomuckého z roku 1770. Ke kostelu byla přesunuta socha Panny Marie, která dříve stála na okraji vesnice u silnice do Vilémova. Nad kostelem stojí památkově chráněný objekt barokní fary. Kostelní areál obklopuje skupina patnácti památných lip.